# أنجلو كاربوني
أنجلو كاربوني (بالإيطالية: Angelo Carbone)‏ (23 مارس 1968 بباري في إيطاليا - ) هو كاتب سيناريو ولاعب كرة قدم إيطالي في مركز الوسط. شارك مع منتخب إيطاليا تحت 21 سنة لكرة القدم. أما مع النوادي، فقد لعب مع أتالانتا وإيه سي ميلان وفيورنتينا ونادي باري ونادي برو باتاريا ونادي بياتشينزا ونادي بيستويسي ونادي ترنانا ونادي ريجيانا 1919 ونادي نابولي.

## وصلات خارجية
- أنجلو كاربوني على موقع الاتحاد الأوربي (الإنجليزية)
- أنجلو كاربوني على موقع قاعدة بيانات كرة القدم.إي يو (الإنجليزية)
- أنجلو كاربوني على موقع عالم كرة القدم.نت (الإنجليزية)